# Closa de Sant Dalmai
La Closa de Sant Dalmai es un maar situado entre los anales de los municipios de Bescanó y Viloví de Oñar, situado en la provincia de Gerona (España). Pertenece a la región volcánica de La Garrocha, en la zona de La Selva.

## Aspecto
Es un maar que tiene un diámetro de 1.2 km. Al N del maar, se asienta un tuff volcánico.

## Vulcanismo
Como es un maar, se originó a partir de erupciones freatomagmáticas originando pequeños lahares. El tuff volcánico se formó a partir de erupciones tipo estromboliano.